# 近世歴史家批判
『近世歴史家批判』（きんせいれきしかひはん、ドイツ語: Zur Kritik neuerer Geschichtsschreiber）は、1824年に歴史家のレオポルト・フォン・ランケによって発表された著作である。

## 概要
近代歴史学の成立に寄与したランケが、『ロマンス・ゲルマン諸民族の歴史』（1824年）を発表した際に付論として発表したのが本書である。この著作でランケは、ニーブーアが方向づけた近代における史料批判の方法を明らかにし、より信頼性の高い歴史叙述を行うための規則を確立した。本書は、近代歴史学の功績者としてランケが評価される根拠のひとつとなっている。
ランケによればこの論文が意図するものは3つあり、1つ目が『ロマンス・ゲルマン諸民族の歴史』における史料の選択方法を示すこと、2つ目が近代史を知るにあたってどの書籍なら可能であるかを示すこと、そして、3つ目が史料の性質や信頼性の学問的な判断に貢献することである。従来の歴史家による叙述では、不正確な根拠に基づいたものや曖昧な推測に依拠するものがあったと指摘する。ランケは、16世紀のグイッチャルディーニの著作『イタリア史』を分析しつつ、そこで叙述されている内容に事実の歪曲や誤認があるため信頼性に欠けること、使用している史料が真偽の疑わしい二次史料であることを指摘する。一方、ヘロニモ・スリタ・イ・カストロの『フェルナンド・カトリック王の歴史』については、公文書などの原資料に依拠している点を高く評価している。このように、ランケは史料批判を通じて信頼性を確認することで、歴史学における調査と叙述の基礎を提示している。